# 西邨マユミ
西邨 マユミ（にしむら・まゆみ、1956年 - ）は、日本のマクロビオティック・コーチ、料理研究家。長く、マドンナのプライベートシェフを務めたことなどで知られる。
愛知県篠島に生まれ、東邦学園短期大学に学んだ。
短大時代に桜沢如一の著書に接したことをきっかけに、1982年にアメリカ合衆国へ渡り、久司道夫の下でマクロビオティックを学び、翌1983年に設立されたクシ・インスティテュート・ベケット校で料理講師および料理主任を務めながら、がん患者への料理指導などもおこなうようになった。
2001年にマドンナのプライベートシェフとなり、ロンドン、ロサンゼルス、ニューヨークなどで、多数のセレブリティにマクロビオティックの食事を提供した。
2008年には日本に活動の拠点を移したが、その後もマドンナのワールドツアーに同行するなど、国際的に活動している。

## おもな著書
- （「西邨まゆみ」名義）マドンナ・プライベートシェフmayumiの世界一の美肌レシピ : 10日間プログラム、主婦と生活社、2007年
- ハッピー・プチマクロ : 上手にデトックスして美しいカラダをつくる生き方、講談社、2008年
  - （加筆・改題した文庫版） ハッピープチマクロ : 10日間でカラダを浄化する食事 (講談社+α文庫 ; C165-1)、講談社、2012年
- マドンナのプライベートシェフ西邨マユミのプチマクロで美人ごはん、マガジンハウス、2009年
- おいしい奇跡!LOVEプチマクロ、マガジンハウス、2010年
- （英文） Mayumi's kitchen : macrobiotic cooking for body and soul, Kodansha International, 2010
- Mayumi's Kitchen : 10日間デトックス・レシピ、講談社、2011年
- 超実践版マユミ式プチマクロダイエット : カラダが内側から変わる10日間ToDoリスト、講談社、2012年
- 心とカラダを整えるスムージー&スムージー、講談社、2013年
- 三河みりんで味わうプチマクロ料理 : 日本美人をつくる伝統調味料、キラジェンヌ、2013年
- 正しい食欲のつくり方 : キレイな人は「その一口」を大切にする、ワニブックス、2015年